# Kristine Chaczatrian
Kristine Chaczatrian (ur. 18 listopada 1989 w Leninakanie) – ormiańska biegaczka narciarska, uczestniczka Zimowych Igrzysk Olimpijskich 2010 w Vancouver.
Na Igrzyskach Olimpijskich w 2010 roku startowała w biegu na 10 km stylem dowolnym i zajęła 75. miejsce z czasem 34:17.5. Brała także udział w sprincie stylem dowolnym na Mistrzostwach świata w Libercu w 2009 roku, gdzie zajęła 94. miejsce.

## Osiągnięcia sportowe

### Igrzyska olimpijskie
| Miejsce | Dzień     | Rok  | Miejscowość | Konkurencja           | Czas biegu  | Strata  | Zwycięzca       |
| ------- | --------- | ---- | ----------- | --------------------- | ----------- | ------- | --------------- |
| 75.     | 15 lutego | 2010 | Whistler    | 10 km stylem dowolnym | 34:17.5 min | +9:19.1 | Charlotte Kalla |

### Mistrzostwa świata
| Miejsce | Dzień     | Rok  | Miejscowość | Konkurencja            | Czas biegu | Strata   | Zwycięzca      |
| ------- | --------- | ---- | ----------- | ---------------------- | ---------- | -------- | -------------- |
| 94.     | 24 lutego | 2009 | Liberec     | sprint stylem dowolnym | 4:20.05    | +3.33.01 | Arianna Follis |